# Ali Krogius

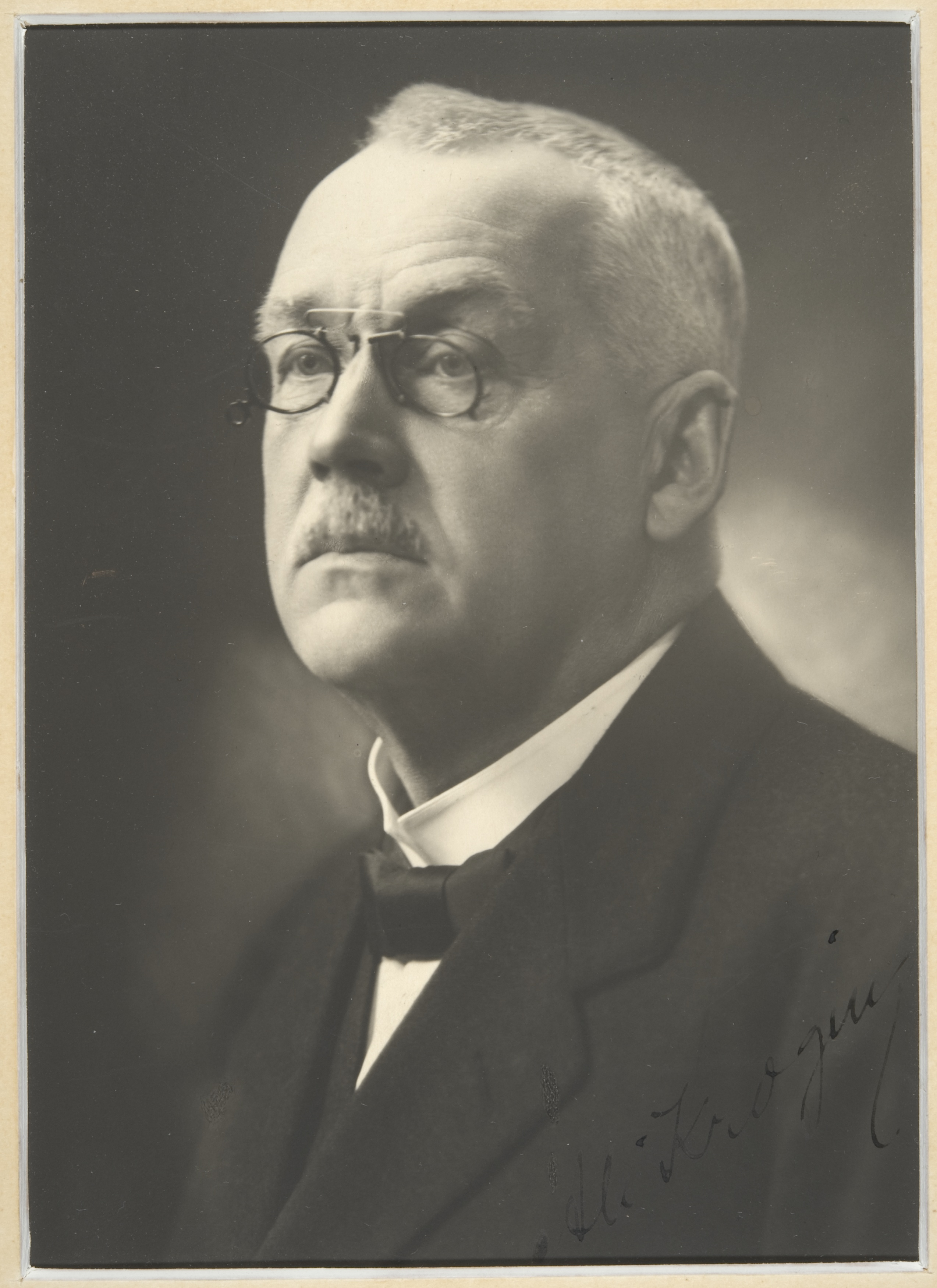
Ali Krogius.

Frans Ali Bruno Krogius, född 7 november 1864 i Helsingfors, död där 12 maj 1939, var en finländsk kirurg. Han var brorson till Lars Thiodolf Krogius.
Ali Krogius blev medicine doktor 1892, docent 1893 och var professor i kirurgi vid Helsingfors universitet 1901–1929. Krogius tidigare arbeten låg främst inom bakteriologins område. Redan 1894 beskrev han kokainets användning för ledninganestesi. Krogius var därefter verksam som forskare inom bukkirurgin, bland annat behandling av blindtarms- och bukhinneinflammation samt magsår, samt ägnade stort intresse åt urinvägarnas kirurgiska sjukdomar, vilka han behandlade i en känd och uppskattad lärobok. Krogius blev 1927 medicine hedersdoktor i Uppsala.